# Paul Eduard Meyer
Paul Eduard Meyer alias Wolf Schwertenbach (* 4. August 1894 in Dübendorf; † 15. September 1966 in Ermatingen) war ein Rechtsanwalt, Hauptmann im militärischen Nachrichtendienst der Schweiz während des Zweiten Weltkriegs und Besitzer von Schloss Wolfsberg bei Ermatingen im Kanton Thurgau. Unter dem Pseudonym Wolf Schwertenbach verfasste Meyer Kriminalromane, Theaterstücke und Hörspiele.

## Leben und Wirken

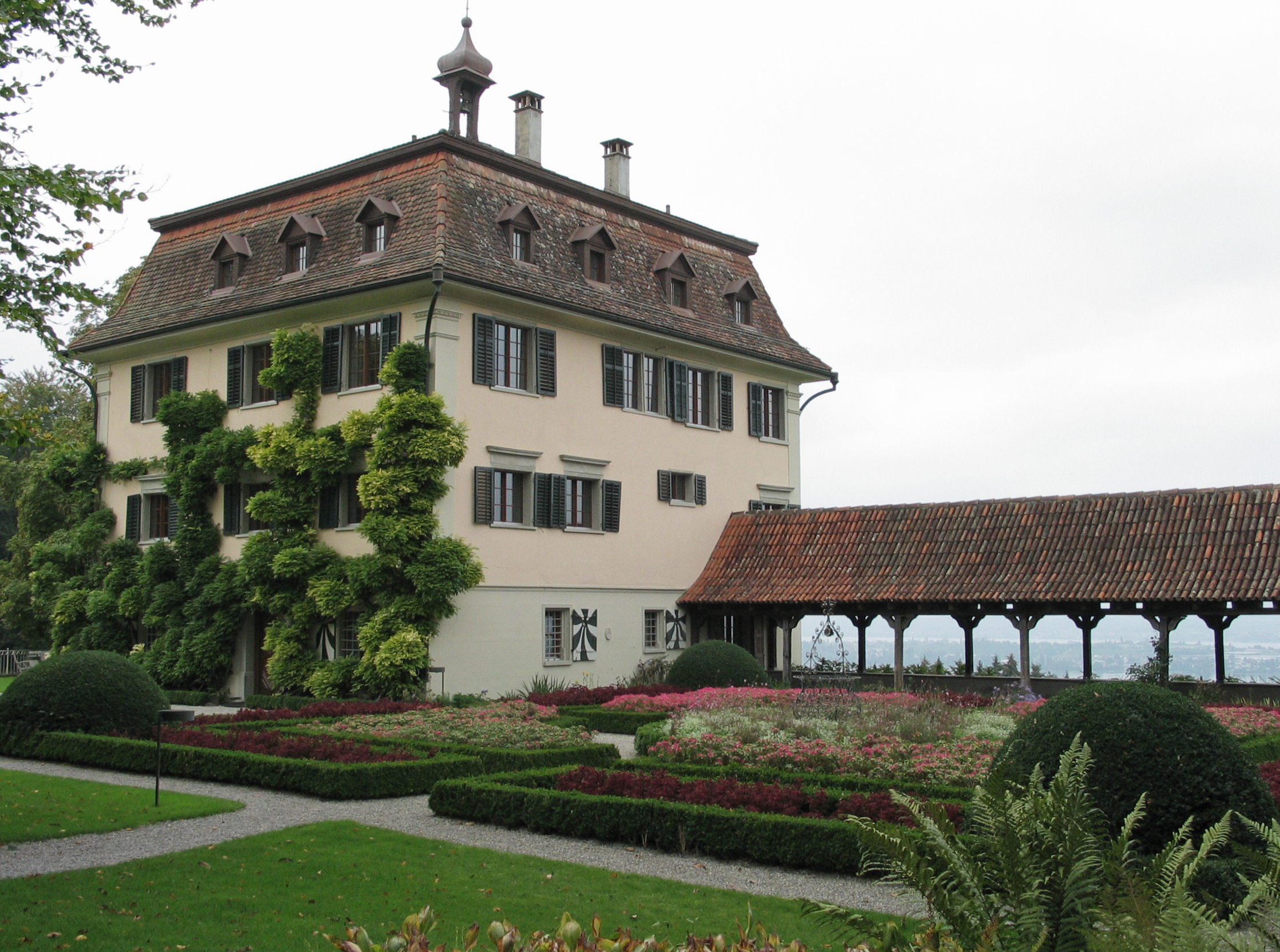
Schloss Wolfsberg bei Ermatingen, von 1937 bis zu seinem Tod 1966 Wohnsitz von Paul Eduard Meyer

Paul Eduard Meyer studierte nach der Matura Architektur an der Eidgenössischen Technischen Hochschule (ETH) in Zürich. Nach zwei Jahren verliess er die ETH und nahm ein Jura-Studium an der Universität Zürich auf, das er 1920 mit dem Doktorat abschloss. Nach einem Engagement als Auditor am Bezirksgericht Zürich eröffnete er mit Kollegen eine Rechtsanwaltspraxis.
1924 heiratete er zum ersten Mal. Meyer, der aus einer wohlhabenden Familie stammte, konnte durch seine Heirat Beziehungen zu Zürcher Finanz- und Industriekreisen aufnehmen. Nach zehn Jahren trat er aus der Anwaltspraxis aus und widmete sich fortan der Verwaltung seines Vermögens. Dazu gehörte auch die Restaurierung und Pflege des Schlosses Wolfsberg oberhalb Ermatingen, welches er zwischen 1937 und 1938 von dem Fabrikanten Edmund Karl Oederlin erwarb. 1941 heiratete Meyer zum zweiten Mal.

### Militärische Karriere
1914, im Jahr als der Erste Weltkrieg ausbrach, absolvierte Paul Eduard Meyer die Rekrutenschule. Zwei Jahre darauf wurde er zum Offizier befördert. Nach Ausbruch des Zweiten Weltkriegs berief ihn der Chef des militärischen Nachrichtendienstes, Oberstbrigadier Roger Masson nach Interlaken als Rechtsberater in den Armeestab. Bald darauf wurde Meyer im Grad eines Hauptmanns mit der Leitung des Sicherheitsdiensts im Nachrichtendienst betraut. Zu seinen Spezialaufgaben gehörte die Beobachtung der Frontenbewegung und er wurde für den persönlichen Schutz des General und damit Oberbefehlshaber der Schweizer Armee Henri Guisan zuständig. Später wurde er mit der Beschaffung von Informationen über die Zürcher Banken-, Handels- und Industriekreise beauftragt und in Zürich stationiert.
Meyer gilt als der Initiant der geheimen Nachrichtenlinie zwischen dem Schweizer Nachrichtendienstchef Roger Masson und dem später in den Nürnberger Prozessen als Kriegsverbrecher verurteilten SS-Brigadeführer Walter Schellenberg, der seit 1944 die vereinigten Geheimdienste im Reichssicherheitshauptamt (RSHA) leitete. Die Kontakte wurden vorwiegend in der gediegenen Atmosphäre des Schlosses Ermatingen gepflegt. Zu Meyers Gästen zählten auch General Guisan mit seiner Frau oder der Chef der eidgenössischen Polizeiabteilung, Heinrich Rothmund.
Nach Kriegsende geriet Meyer in den Fokus des Eidgenössischen Volkswirtschaftsdepartements, das aufgrund seiner Involvierung in die Geschäfte des Schweizerischen Holzsyndikats ab 1940 mit der deutschen Wehrmacht und der hohen Provisionen dieses Handels eine Untersuchung einleitete. Dabei ging es um die Lieferung von 2.000 KZ-Holzbaracken u. a. an das KZ Sachsenhausen und das KZ Dachau. Das «Barackengeschäft» erregte auch darum das öffentliche Interesse, weil neben deutschen Nachrichtendiensten Henry Guisan, der Sohn des Generals, involviert war.

### Schriftstellerei
Als Wolf Schwertenbach verfasste Paul Eduard Meyer mehrere Werke, vor allem Kriminalromane. Zusammen mit Stefan Brockhoff und Friedrich Glauser gilt Schwertenbach als Begründer der schweizerischen Kriminalliteratur. Zudem schrieb er 1937 Kurzgeschichten u. a. für die «Zürcher Illustrierten» Kümmerli, der Kleinbürger, Alt Apotheker Kümmerli, Kümmerli auf dem Fussballstadion, Kümmerli als Bankschuldner und Kümmerli vor dem Steuerkommissär.
Im Nachruf auf den 1966 verstorbenen Schwertenbach würdigte Major Hans Rudolf Schmid, als ehemaliger Leiter des Pressebüros im Schweizer Armeehauptquartier ein Freund Meyers, dessen Bücher als «von einem hohen ethischen Ernst getragen». Der Autor versuche nicht Nervenkitzel zu vermitteln, «sondern die Aufklärung über die Untiefen alles Menschlichen – und die Bekämpfung und Verhinderung des Verbrechens».

## Werke

### Kriminalromane
- Meinand Resich. Grethlein & Co., Zürich, Leipzig 1931. (Der Titel stellt eine Umformung von Mein andres Ich dar).
- Mord um Malow. Montana-Verlag, Horw-Luzern, Leipzig 1933.
- D. K. D. R. im Gotthardexpress. Montana-Verlag, Horw-Luzern, Leipzig 1934. (2. Auflage).
- Die Frau, die es nicht war. Morgarten-Verlag, Zürich, Leipzig 1939.
- Esther Ruth. Morgarten-Verlag, Zürich 1943. (Umschlag von Fritz Butz).
- Geheimnis um Kid. Victoria Verlag, Stuttgart 1953.

### Erzählungen
- Kümmerli der Kleinbürger und andere Kurzgeschichten. Morgarten-Verlag, Zürich, Leipzig 1937. (Umschlag und Illustrationen von Walter Oberholzer).

### Theaterstück
- Der unsichtbare Henker. M. Kantorowitz, Bühnenvertrieb, 1937. (Im Zürcher Schauspielhaus aufgeführt).

### Juristische Fachliteratur
- Die rechtliche Natur der Zonenexpropriation. (Dissertation), R. Noske, Borna-Leipzig 1920.
- Morde in Zürich. Kritik und Vorschläge zum zürcherischen Kriminaldienst. Oprecht & Helbling, Zürich 1935.